# Пасько Григорій Михайлович
Григо́рій Миха́йлович Пасько́ (*19 травня 1962, Хрещенівка, Херсонська область, Україна) — офіцер російського флоту (капітан II рангу), військовий журналіст, поет, правозахисник-еколог, політичний в'язень — за класифікацією організації «Міжнародна амністія» — в'язень сумління.

## Біографія
Народився у вчительській сім'ї.
- 1979 р. закінчив із золотою медаллю середню загальноосвітню школу,
- 1983 р. — закінчив факультет журналістики Львівського вищого військово-політичного училища.
- 1995 р. — закінчив з відзнакою редакторське відділення заочного факультету Гуманітарної академії Міністерства оборони РФ.
- з 1979 р., на військовій службі; з червня 1983 по вересень 2001 в ранзі офіцера — капітана II рангу.
- з 2001 навчався (заочно) на юридичному факультеті Російського Державного Гуманітарного Університету (РДГУ)

Член Спілки журналістів СРСР (1986) і Росії, Міжнародної федерації журналістів (1997), Спілки письменників Росії (1995), Російського ПЕН-клубу (1998).
Головний редактор всеросійського журналу «Экология и право» (Санкт-Петербург).
Одружений, має 2 дітей.
З серпня 1983 року служив кореспондентом, потім начальником відділу в газеті Тихоокеанського флоту (ТОФ) «Боевая вахта». За час роботи в редакції «БВ» на посаді кореспондента відділу бойової і фізичної підготовки неодноразово брав участь в навчаннях ТОФ. 5 разів брав участь у висадці десанту морської піхоти, 4 рази був у дальньому плаванні. Є автором і оператором документальних відеофільмів про радіоактивні відходи на ТОФ.
Публікувався в центральних військових та цивільних часописах Росії, літературних та поетичних збірках. Основна тема газетних публікацій — бойова підготовка сил ТОФ, проблеми утилізації випрацьованних атомних підводних човнів та переробка ядерних відходів. У своїх репортажах і статтях Григорій Пасько намагався привернути увагу суспільства до загрози довкіллю з боку російського Тихоокеанського флоту, включно підводні човни; він також повідомляв про корупцію серед керівництва флоту.
Всі публікації візувалися редактором в установленому порядку. Пасько співробітничав с японськими ЗМІ — газетою «Асахі» та телекомпанією NHK.

## Арешт і суд
Через ці публікації 20 листопада 1997 він був заарештований агентами ФСБ, його було звинувачено у «державній зраді» в формі шпіонажу на користь японської телерадіокомпанії. 20 місяців провів в слідчому ізоляторі. В липні 1999 суд визнав его невинним в державній зраді, але вбачав у його діях перевищення службових повноважень (ст. 285, ч.1 КК РФ). Його було засуджено на три роки позбавлення волі, однак звільнено по амністії в залі суду. Він оскаржив цей вирок, бо вважав себе невинним.
У липні 2001 Військова колегія Верховного суду РФ відмінила вирок, направивши справу на дослідування і новий розгляд. У липні 2001 Пасько був звільнений з військової служби і почав працювати оглядачем «Нової газети».
Наступний процес суду Тихоокеанського флоту, що проходив з липня до 25 грудня 2001, вже визнав Григорія Пасько винним в «державній зраді» (ст. 275 КК РФ) і засудив його до 4 років ув'язнення в колонії строгого режиму — «за збір даних, що є державною таємницею і за намір передати ці дані японським ЗМІ».
23 січня 2003 року міський суд Уссурійська ухвалив рішення про умовно-дострокове звільнення Григорія Пасько із колонії строгого режиму № 41, оскільки він відбув дві третини строку ув'язнення без порушення правил режиму.

## Реакція світової спільноти
Організація «Міжнародна амністія» в 1999 році визнала Григорія Паська «в'язнем совісті» та багаторазово заявляла, що «…судове переслідування журналіста було політично мотивованим, а звинувачення в державній зраді було сфабриковане як помста за публікації Паська, що викривали небезпечну практику викиду в Японське море відходів атомної промисловості, а також корупцію на флоті».
2002 року Європейський парламент ухвалив дві резолюції з цього приводу, а Рада Європи призначила доповідача по справі Григорія Пасько. Його справа попередньо розглядалась Європейським Судом по правах людини в 2006 році. Подальший розгляд у судовому засіданні заплановано на осінь 2009 р.

## Нагороди та премії
- Нагороджений медалями: «За отличие в воинской службе» 1-го ступеню, «За безупречную службу» 3-го ступеню, «70 лет Вооруженных Сил СССР», «300 лет Российскому флоту».
- Лауреат наступних премій: Спілки журналістів Росії (1997), Лауреат літературної премії Приморського краю «Золотая Ника» (1998); стипендіат Пушкінської премії фонду Альфреда Тепфера (ФРН) (1999); Лауреат премії «Свобода слова» (США) (1999); лауреат премії організації «Репортери без кордонів» (Франція)

## Публікації Григорія Паська
Поезія: Почав друкуватися як поет з 1975 року в херсонській газеті «Наддніпрянська правда». Автор книги віршів: «От сверчка до звезды» (Владивосток, 1995). Друкував окремі вірші в журналах «Дальний Восток», «Океанские вести», «Советский воин», «Сын Отечества», «Знаменосец».

### Окремі твори
- Правда — первая жертва войны
- Партбилет на Бронепоезд прошлого
- Когда мы вернулись с войны…
- Пряник
- CANIMUS SURDIS Мы поем глухим
- Человек с венком на шее

### Інтерв'ю
- Вбивства журналістів в Росії стають мабуть вже нормою. — «Німецька хвиля», 07.09.2008
- Телеінтерв'ю Г. Паська на Грани-ТВ 01.08.2008(video)